# Romeu Ghipsman
Romeu Ghipsman (Ukraine, c. 1900 - ?) est un violoniste, compositeur et chef d'orchestre brésilien d'origine ukrainienne.
Il est considéré comme un « prestigieux maestro de la radio » brésilienne.

## Biographie
Les sources ne coïncident pas sur le lieu de naissance, mais se basant sur un témoignage du petit-fils de Romeu Ghipsman, Helena Lewin rapporte qu'il serait né en Ukraine au tournant du XXe siècle,.
Ayant une formation académique de violon, il s'installe au Brésil dans les années 1920. Lors de la décennie suivante, il participe à une émission sur Radio Mayrink Veiga, qui comporte deux sections, classique et populaire, et où se produisent également des artistes classiques brésiliens tels que les pianistes Mário Azevedo (pt) et Arnaldo Estrella (pt) et des chanteurs et chanteuses lyriques. Romeu Ghipsman s'y produit en tant que soliste ou accompagnateur au violon.

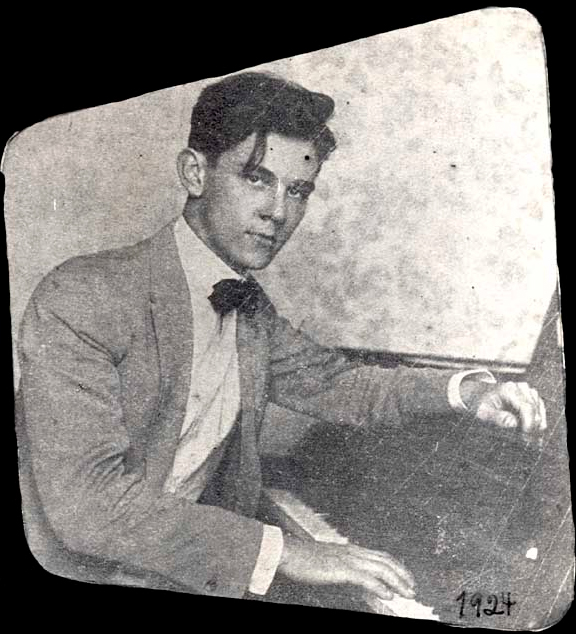
Radamés Gnattali en 1924.

Engagé dès le début de sa carrière musicale dans les années 1920 par Odeon, il sort ses premiers disques en 1928, jouant au violon le fox-trot Some fiddlin et Hickville hot, tous deux de Charles Saul Harris, ainsi que les choros Flor de cerejeira, de Lúcio Chameck, et Ursada, d'Ignácio Kolman. En 1929, il fait enregistrer chez Odeon le fox-trot Alegria par le Pan American Orchestra.
Toujours en 1929, il enregistre trois disques pour Parlophone avec notamment des titres de différents genres, dont des compositions de Mendelssohn, Agnelo França (pt), Tchaïkovski et Massenet.
Il se produit également dans les casinos de Rio de Janeiro, où il est présenté comme le « metteur en scène » des spectacles qui y sont produits. À partir de 1933, il est violoniste de l'Orquestra Típica Victor, avec lequel il enregistre plusieurs disques comprenant des chansons de Radamés Gnattali, entre autres. La même année, il réalise la conception sonore du film Onde a Terra Acaba réalisé par Octávio Mendes (pt) et dont la musique est signée Mário Azevedo (pt).
En 1936, il est engagé comme directeur artistique de la toute jeune Rádio Nacional (pt), est en crée le premier orchestre de la station. Il accompagne avec d'autres chefs d'orchestre les plus grandes stars de la radio, dans les genres les plus divers des compositeurs populaires les plus connus. Il y joue du violon dans le Trio Carioca, qui comprend Radamés Gnattali au piano et Iberê Gomes Grosso (pt) au violoncelle. Ce trio commence à jouer des toadas et des choros, illustrant les programmes et comblant les lacunes de la programmation de sa chaîne.
La même année, il dirige l'orchestre de concert de Rádio Nacional lors du concert d'inauguration de la chaîne, auquel participent notamment Radamés Gnattali au piano, ainsi que les chanteurs lyriques Bidu Sayão, Giuseppe Danise (it) et Bruno Landi (it). D'après les rapports de presse, Ghipsman joue un rôle de premier plan dans de nombreux spectacles de charité organisés pendant la guerre, en particulier dans « A Noite ».
Ghipsman dirige également un orchestre avec lequel il réalise quelques enregistrements, dont certains sont de véritables classiques de la musique populaire. C'est en 1938 le cas de Enquanto houver saudade, de Custódio Mesquita (pt) et Mário Lago, un grand succès enregistré par Orlando Silva avec l'orchestre Victor Brasileira, et dans lequel Ghipsman fait un accompagnement au violon très remarqué. En 1939, il rejoint le quatuor à cordes de Radamés Gnattali. Le quatuor fait ses débuts la même année sur Rádio Nacional avec une interprétation du Quatuor n° 1 de Gnattali. Parmi les autres programmes de Rádio Nacional, il a participé à l'émission "Quando os maestros se encontram", qui réunissait d'autres chefs d'orchestre de la radio.
Avec un orchestre qui porte son nom, Romeu Ghipsman produit un autre classique, la samba-exaltação de 1941, Canta, Brasil, cenas brasileiras, d'Alcyr Pires Vermelho (pt) et David Nasser, interprétée par Francisco Alves, pour le label Odeon. Son orchestre est encore actif à la fin de l'année 1951, lorsqu'il enregistre la Fantasia brasileira n° 1 de Radamés Gnattali.
Entre 1931 et 1940, la samba est le genre de chanson populaire le plus enregistré au Brésil, avec près d'un tiers du répertoire total ; les sambas et les marches représentent ensemble un peu plus de la moitié du répertoire enregistré pendant cette période. Grâce à la nouvelle technologie d'enregistrement électromagnétique, il est possible de capturer les instruments de percussion présents dans les écoles de samba. La samba Na Pavuna d'Almirante, interprétée par le Bando de Tangarás, est la première à être enregistrée en studio avec les percussions qui caractériseront désormais le genre : tamborim, surdo, pandeiro, ganzá, cuíca, entre autres. Malgré la présence de ces instruments de percussion, les enregistrements de samba en studio sont marqués par la prédominance d'arrangements orchestraux avec des cuivres et des cordes. Tandis que la question de l'authenticité de leur production est sujette à caution et décriée de par leurs origines, ce schéma orchestral est surtout imprimé par des arrangeurs d'origine européenne, dont Simon Bountman, Romeu Ghipsman, Ignácio Kolman, Lúcio Chameck, Harry Kosarin et Arnold Gluckman, des chefs d'orchestre dont la formation érudite a fini par conférer un son symphonique européen à la contre-mélodie et au rythme de tambour de la samba estacienne,,. Un gain esthétique indéniable a été apporté par eux, les circonstances techniques exigeant des solutions créatives de la part des arrangeurs et des interprètes. Les interventions de ces « déformateurs de samba » ont pourtant eu un accueil mitigé par leurs contemporains, étant accusés d'« empêcher l'émergence de ce qu'est le Brésil »,.